# Valencia del Ventoso
Valencia del Ventoso è un comune spagnolo di 2 298 abitanti situato nella comunità autonoma dell'Estremadura.